# Natalie Harsdorf
Natalie Harsdorf (geb. 1985; auch Natalie Harsdorf-Borsch) ist eine österreichische Juristin und seit November 2023 Generaldirektorin der österreichischen Bundeswettbewerbsbehörde (BWB).

## Leben
Natalie Harsdorf hat an der Juristischen Fakultät der Universität Wien, in Dublin und am College of Europe Brügge Rechtswissenschaften studiert und sich auf Wettbewerbsrecht spezialisiert. Ihre Promotionsarbeit wurde unter dem Titel Das Recht auf Akteneinsicht im kartellrechtlichen Verfahren im Jahr 2016 veröffentlicht.
Seit 2009 ist sie für die Bundeswettbewerbsbehörde (BWB) tätig. Als Referentin im Referat Nahrungs- und Genussmittel war sie mit kartellrechtlichen Ermittlungsverfahren, mit der Verfahrensführung vor österreichischen und europäischen Gerichten befasst. Zudem oblag ihr die internationale Zusammenarbeit mit anderen Wettbewerbsbehörden. Hierfür wurde sie sowohl in die Generaldirektion für Wettbewerb in Brüssel als auch an den Gerichtshof der Europäischen Union in Luxemburg entsandt. Mehrere Jahre war sie Leiterin der Rechtsabteilung der Behörde.
Seit 2019 ist sie gewählte Koordinatorin des OECD-Wettbewerbskommitees gegenüber der Konferenz der Vereinten Nationen für Handel und Entwicklung UNCTAD.
Im Mai 2021 wurde sie von der damaligen Wirtschaftsministerin Margarete Schramböck zur stellvertretenden Generaldirektorin und Geschäftsstellenleiterin der Kartellbehörde  ernannt. Im Dezember 2021 wurde sie interimistisch Behördenleiterin, da ihr Vorgänger frühzeitig die Pension antrat. Im Oktober 2023 wurde Harsdorf dem Bundespräsidenten zur Ernennung als dauerhafte Generaldirektorin für Wettbewerb durch die Bundesregierung vorgeschlagen und daraufhin zur Generaldirektorin ernannt. Sie ist damit die erste Frau an der Spitze der obersten Wettbewerbsbehörde in Österreich.
Natalie Harsdorf ist Autorin zahlreicher Fachpublikationen im Bereich Kartellrecht. Sie war zudem Gründerin des Women Competition Law Network Austria.
Harsdorf ist extern bestellte Prüferin für die Diplomprüfung Europarecht an der Universität Wien, Fakultät Rechtswissenschaften.

## Auszeichnungen
Im Oktober 2021 wurde sie von der Vereinigung Österreichischer Unternehmensjuristen in Kooperation mit Women in Law Österreich als Juristin des Jahres ausgezeichnet.

## Werke (Auswahl)
- Aktuelle Entwicklungen im Europäischen Wettbewerbsnetz. In: Franz Leidenmühler (Hrsg.): Grundfreiheiten – Grundrechte – Europäisches Haftungsrecht. Beiträge zum 11. Österreichischen Europarechtstag 2011 in Linz. Neuer Wissenschaftsverlag, Wien, Graz 2012, S. 59 ff.
- Das Recht auf Akteneinsicht im kartellrechtlichen Verfahren. Dissertation. Universität Wien, Rechtswissenschaftliche Fakultät, 2016.
- Vertikale Beschränkungen: Ein Schlaglicht auf Judikatur & Praxis in Österreich.